# Kanye West
Ye, nato Kanye Omari West ([ˈkɑːnjeɪ öʊˈmäːɹi wɛst]; Atlanta, 8 giugno 1977) è un rapper, cantautore, produttore discografico e stilista statunitense.
Nel 2000 West iniziò a farsi notare in qualità di produttore per l'etichetta Roc-A-Fella Records, contribuendo all'album di Jay-Z The Blueprint, e producendo canzoni di successo per molti artisti musicali, tra cui Alicia Keys, Ludacris e Janet Jackson. Proprio in questi anni ebbe modo di collaudare in fase embrionale il suo stile di produzione, che prevedeva campionamenti vocali di acuti provenienti da canzoni soul incorporati con i suoi strumenti. Tuttavia, le produzioni successive lo videro ampliare la propria tavolozza musicale arrivando ad incorporare influenze R&B degli anni settanta, baroque pop, trip hop, arena rock, folk, alternativa, elettronica, synthpop e musica classica.
I suoi primi cinque album da solista, ognuno dei quali ha raggiunto il disco di platino negli Stati Uniti, furono ampiamente acclamati dalla critica e ricevettero numerosi premi. In generale, tutti i suoi progetti musicali hanno riscontrato un grande successo commerciale: nove album consecutivi su dieci hanno raggiunto il primo posto della classifica degli album statunitense. Con una vendita complessiva di 140 milioni di singoli e 20 milioni di album a livello mondiale, West è uno degli artisti ad aver venduto di più a livello digitale nel corso della storia della musica e il terzo artista per vendite digitali negli anni 2000. Sei dei suoi album sono stati inclusi nella lista aggiornata al 2020 riguardante i cinquecento migliori album di sempre secondo Rolling Stone; la stessa pubblicazione lo ha consacrato come uno dei cento migliori cantautori di tutti i tempi. Nel corso della sua carriera ha ricevuto 24 Premi Grammy complessivi a fronte di 75 candidature.
West fa anche parte del duo ¥$, al fianco del produttore Ty Dolla Sign, e anche di un coro di musica cristiana, il Sunday Service Choir, con il quale ha pubblicato l'album Jesus Is King nel 2019. Ha anche fatto parte del duo musicale Kids See Ghosts, cantando al fianco del rapper Kid Cudi.
Oltre alla musica, West si è affermato nel campo della moda. Ha creato nel 2013, insieme ad Adidas, la fortunata linea di scarpe Yeezy, e in passato ha collaborato in qualità di fashion designer anche con altre importanti aziende come Nike, Louis Vuitton e Bapesta. Il rapper ha suscitato, sin dai primi anni di carriera, una numerosa eco mediatica per le sue affermazioni pubbliche su considerazioni sociali, economiche e politiche, spesso descritte e considerate "fuori dalle righe", e in certi casi "oltraggiose". West ha intrapreso ufficialmente, dal 2020, una carriera politica.

## Biografia
Kanye Omari West è nato l'8 giugno 1977 ad Atlanta, nello Stato della Georgia, figlio di Ray West, ex militante nelle Black Panther, fotoreporter dell'Atlanta Journal-Constitution e, negli ultimi anni della sua vita, un counselor cristiano, e Donda C. West (nata Williams, 1949-2007), che fu professoressa di letteratura inglese presso la Clark Atlanta University e coordinatrice del dipartimento di inglese alla Chicago State University prima di diventare la manager del figlio. Quando Kanye aveva tre anni, i suoi genitori divorziarono e lui si trasferì insieme alla madre nella South Side di Chicago, Illinois.
Come dichiarato in un'intervista per il settimanale Time, Kanye crebbe in un contesto borghese, frequentando la Polaris High School nella periferia di Oak Lawn, in Illinois, dopo avere vissuto a Chicago, cui fece seguito una breve parentesi in Cina, dove Donda fu chiamata ad insegnare all'Università di Nanchino nell'ambito del Programma Fulbright. Studente brillante, alla domanda sui propri voti presi al liceo West rispose: «Prendevo A e B. E non mi impegnavo nemmeno».
Dopo il liceo West ha frequentato corsi d'arte presso l'American Academy of Art di Chicago, ed era anche iscritto alla Chicago State University, per poi ritirarsi al fine di potersi concentrare sulla propria carriera musicale. Mentre frequentava ancora la scuola West produceva per artisti locali. In seguito divenne famoso grazie alla produzione di singoli di successo per importanti artisti hip-hop e R&B, tra i quali Jay-Z, Talib Kweli, Cam'ron, Common, Jermaine Dupri, The Game, Alicia Keys, Janet Jackson, John Legend ed altri.

### 1996–2003: gli esordi
Kanye West produsse per la prima volta un album discografico nel 1996. Il disco era l'album di debutto del rapper di Chicago Grav, Down to Earth. Produsse in totale otto tracce, prestando la propria voce per il brano Line for Line. Anche se l'album non attirò molto l'attenzione e sarebbe stato anche l'unico album pubblicato da Grav, West avrebbe presto prodotto per artisti di più alto profilo. Nel biennio 1998-1999 produce per artisti più conosciuti come Jermaine Dupri, Foxy Brown, Goodie Mob e il gruppo Harlem World.
Nel 2001 Kanye, intenzionato a dare una svolta alla propria vita, parte verso l'east coast, dedicandosi a diverse collaborazioni. Tra i tanti, inizia un sodalizio artistico con il rapper Jay-Z, che si dimostra intenzionato a scritturarlo per la Roc-A-Fella Records. Damon Dash, co-fondatore dell'etichetta, dopo avere ascoltato nel 2002 una demo di Kanye, sigilla il contratto e così il rapper si ritrova a collaborare con tutti gli artisti della Roc-A-Fella, realizzando strumentali perfino per The Blueprint, il fortunato album di Jay-Z: è sua la produzione musicale del celeberrimo singolo '03 Bonnie & Clyde.

### 2004–2005:The College DropouteLate Registration

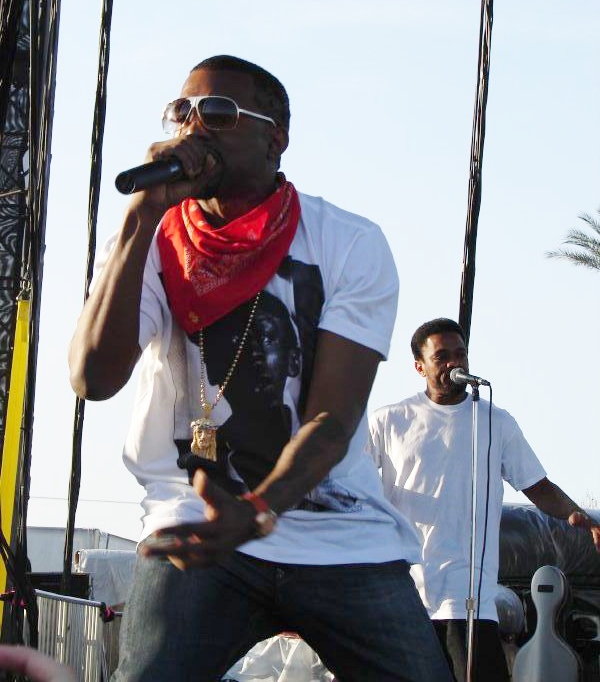
Kanye West al Coachella Festival nel 2006

L'album di debutto solista di Kanye West ha una storia costellata di sfortuna: un gravissimo incidente stradale nell'ottobre del 2002 coinvolge West, che riporta la frattura della mandibola in tre parti, causando il posticipo dell'album. A sole due settimane di distanza dall'incidente e con la bocca sfigurata Kanye registra il testo del brano Through the Wire, suo primo singolo sotto Roc-A-Fella. All'inizio del 2004, dopo un lungo periodo di convalescenza, esce finalmente The College Dropout. Il progetto si contraddistingue per non trattare tematiche come la vita da criminale, la celebrazione del denaro o dei successi erotici, tipiche del rap di inizio 2000, ma di soffermarsi su problemi e dubbi che ogni uomo si trova ad affrontare quotidianamente.
Il progetto riceve grandi consensi a livello di critica e di pubblico, ricevendo tre dischi di platino e dieci candidature ai Grammy (vincendo il premio di Album Rap dell'anno). Through the Wire, accompagnato dal rispettivo videoclip musicale, satura immediatamente le stazioni e i canali musicali a livello internazionale. Poco tempo dopo esce Slow Jamz, ballata in cui West canta accompagnato dalle metriche velocissime del rapper di Chicago Twista, il pezzo viene inserito come brano anche nell'LP di quest'ultimo, dal titolo Kamikaze. Il singolo salirà fino al primo posto in classifica. Il terzo singolo estratto dall'album è Jesus Walks, accompagnato da tre diversi tipi di video. L'immagine che la canzone suggerisce è profonda e introspettiva: Gesù cammina al fianco di ognuno di noi, lui può cambiare la nostra vita se noi abbiamo fiducia. Dopo l'album esce The College Dropout DVD, seguito dal remix del singolo The New Workout Plan, con Lil Jon e Fonzworth Bentley.
Kanye fonda anche una propria etichetta, la GOOD Music, affiancato da Common. Le nuove leve della label sono John Legend, GLC e Consequence, di cui Kanye produce Take 'Em To The Cleaners, LP di debutto.
Nel 2005, dopo appena un anno dal primo album, esce Late Registration, secondo lavoro in proprio di Kanye. Profondamente influenzato dall'album Roseland NYC Live dei Portishead, West decide di includere arrangiamenti di chitarra in molte canzoni del progetto. Con il primo singolo Gold Digger Kanye si mette subito in mostra come nuova icona dell'hip hop e il successo riscosso è tale da fargli vincere il Grammy award del 2006 al miglior album rap. Il tour dell'album tocca anche l'Italia, precisamente la città di Milano.

### 2007–2009:Graduatione808s & Heartbreak

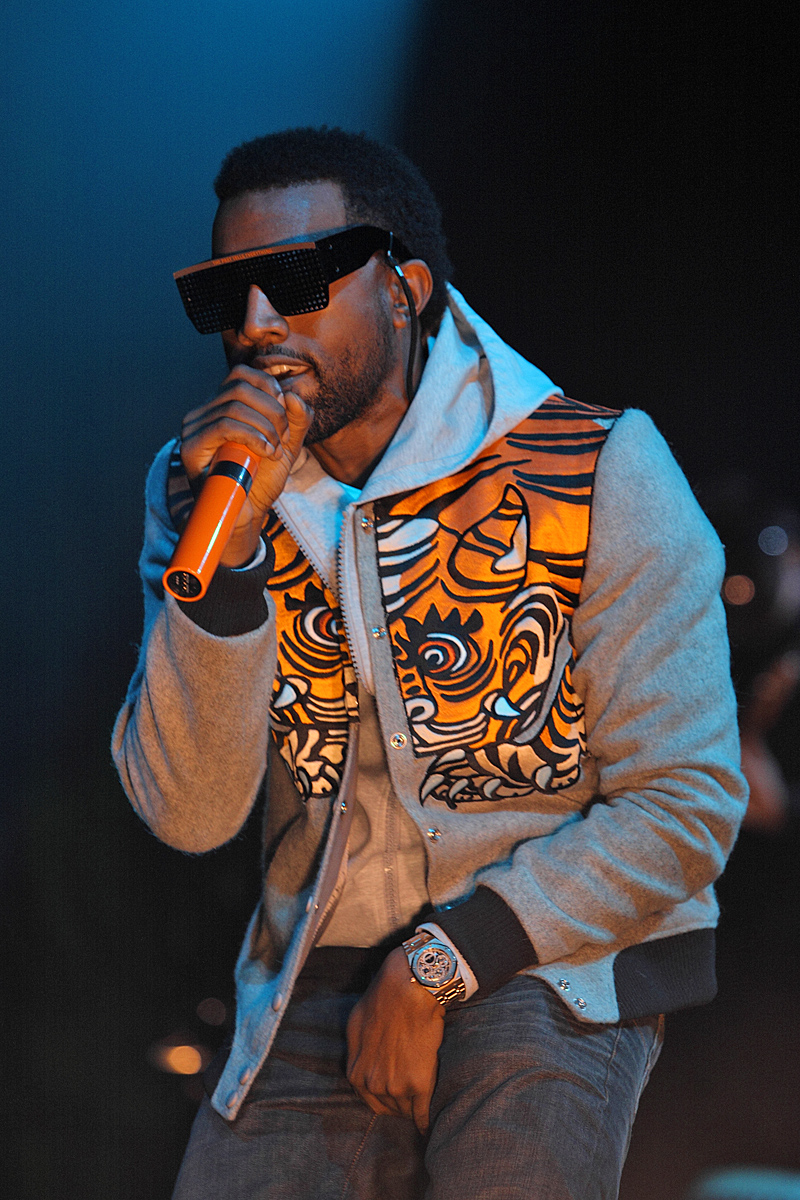
Kanye West in concerto nel 2008

Dopo avere aperto molte date del tour europeo degli U2 West decide di comporre canzoni da suonare negli stadi. A tal fine West decide di incorporare nella sua musica l'uso del sintetizzatore e di sperimentare con suoni elettronici tipici degli anni '80. Oltre agli U2, West dirà di essersi ispirato ai Rolling Stone e ai Led Zeppelin, soprattutto per quanto riguarda le melodie e le progressioni. Per rendere l'album ancora più introspettivo e personale, West ascolta Bob Dylan e Johnny Cash, con l'intenzione di migliorare la propria capacità di scrittura. Nel settembre 2007 gli sforzi di West portano all'uscita del suo terzo album, Graduation. L'album entra immediatamente in competizione con Curtis, LP di 50 Cent. Fra i due rapper infatti nei mesi precedenti ci furono vari battibecchi a causa della stessa scelta per l'uscita dei due LP, con 50 Cent che arriva a dichiarare di volersi ritirare se West lo avesse battuto in termini di vendite. La sfida fu vinta facilmente da West, grazie alle 957 000 copie vendute da Graduation, 50 Cent però non si ritirò, infatti nel 2009 pubblicò Before I Self Destruct . Il risultato della sfida è spesso citato come momento cruciale nella storia dell'hip hop, avendo aperto la strada a una nuova onda di rapper distanti dall'idee dell'hardcore rap.
Il 10 novembre muore la madre Donda, a causa di una complicazione a seguito di un intervento di chirurgia estetica. Alla madre aveva dedicato la canzone Hey Mama in Late Registration, cantata ai Grammy Awards 2008.

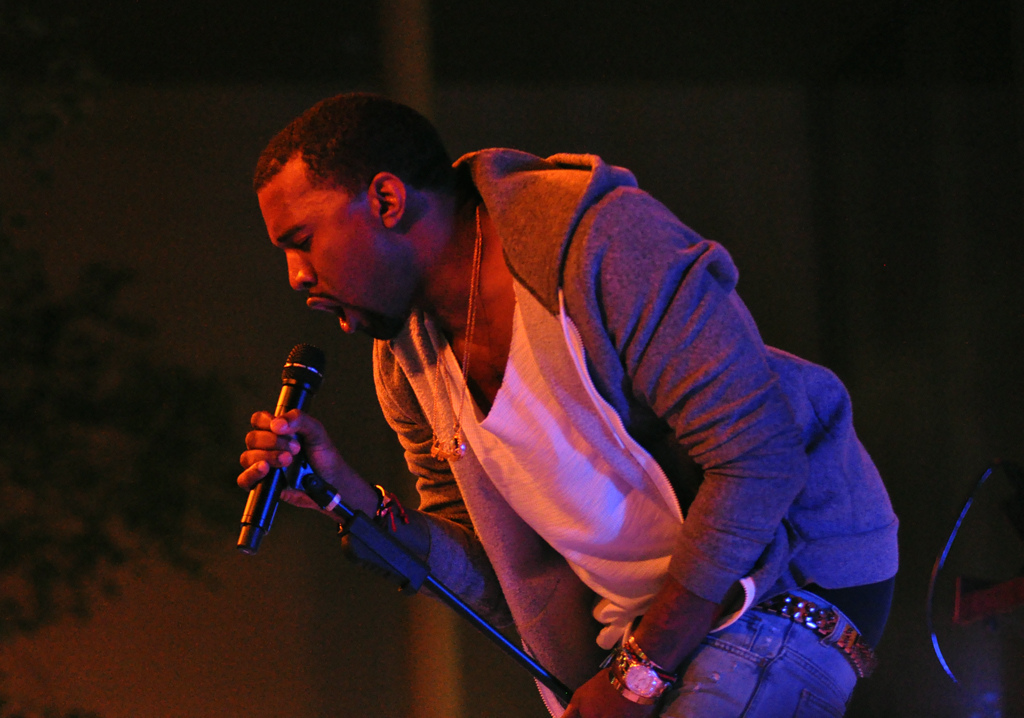
West al MoMa.

Il 7 settembre 2008 Kanye si esibisce agli MTV VMA 2008 con il suo nuovo singolo Love Lockdown, pezzo del nuovo album 808s & Heartbreak, che uscirà il 16 dicembre sotto la sua stessa casa discografica, la GOOD Music. Ma qualche giorno dopo i VMA, l'11 settembre, West viene arrestato all'aeroporto di Los Angeles con l'accusa di vandalismo per avere aggredito un paparazzo che lo stava fotografando. Nel frattempo un altro paparazzo stava riprendendo la scena, subito diffusa su Internet.
Sempre nel 2008, Ye collabora con Michael Jackson in un remix di Billie Jean nell'album Thriller 25, presente all'interno del disco come una delle tracce bonus.

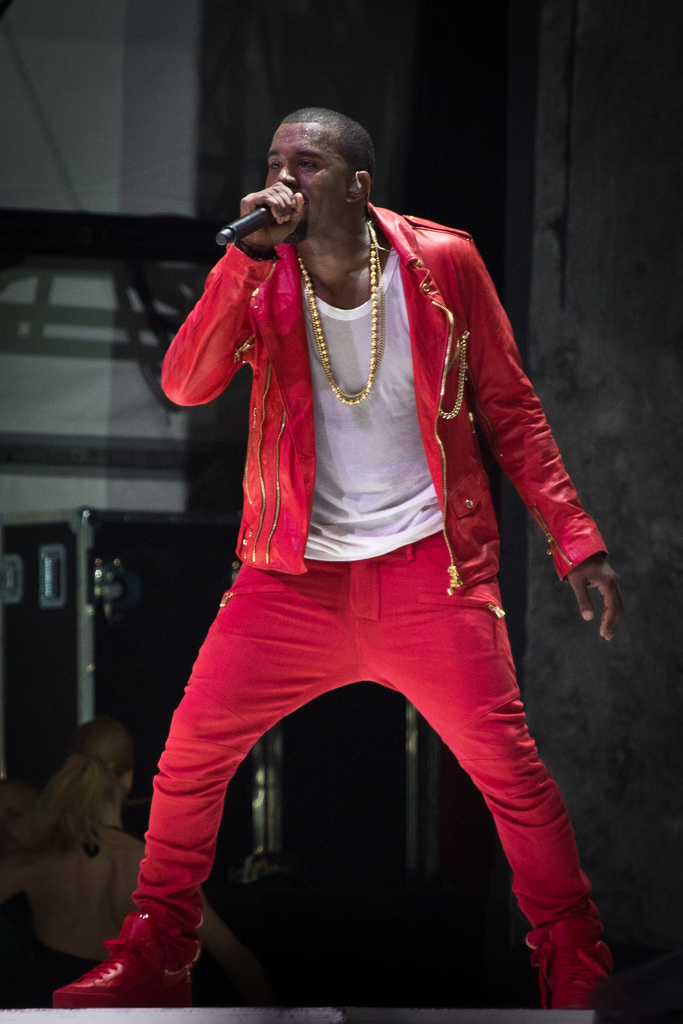
Al Big Chill festival nel 2011.

L'8 aprile 2009 esce la puntata di South Park che lo vede protagonista: di Kanye West vengono messe in luce la natura violenta, e viene schernito l'egocentrismo che lo porta a definirsi "un genio" e "la voce di una generazione".
È presidente della casa discografica da lui fondata, la GOOD Music. GOOD sta per Getting Out Our Dreams. Ne fanno parte molti rapper di Chicago, tra cui Common e Lupe Fiasco.
Nell'aprile 2009 Kanye West ha registrato la canzone Hurricane 2.0 con i Thirty Seconds to Mars, che sarà poi inserita nel terzo album della band This Is War, uscito il 9 novembre 2010.
Il singolo Amazing, in collaborazione con Young Jeezy, è stato utilizzato per la presentazione degli NBA Playoffs 2009 sulla rete televisiva americana TNT.
Collabora con Drake per il singolo Forever, nel 2009, traccia alla quale prendono parte anche Lil Wayne ed Eminem. La canzone verrà inserita nella colonna sonora del film "More Than A Game", basato sulla vita della stella NBA LeBron James, e successivamente nella ristampa dell'album Relapse (chiamata Relapse: Refill) di Eminem.
Durante gli MTV Video Music Awards 2009 il rapper salì sul palco e interruppe il discorso di Taylor Swift, che aveva appena vinto il premio per il miglior video femminile, le tolse il microfono e disse: "Sì Taylor, mi fa molto piacere per te e ora ti lascio finire, ma Beyoncé aveva uno dei migliori video di tutti i tempi", riferendosi al suo video Single Ladies (Put a Ring on It). Secondo Jayson Rodriguez di MTV News Beyoncé "guardava dalla platea, incredula". Più tardi nel corso della serata, durante il suo discorso per avere vinto il premio per il Video dell'Anno, Beyoncé richiamò Taylor Swift sul palco perché potesse concludere il suo discorso. Numerosi critici, fan e celebrità criticarono il gesto di Kanye West, compreso il presidente degli Stati Uniti Barack Obama, che definì West un "asino". Alla fine West fece delle scuse a Taylor, che accettò.

### 2010–2014:My Beautiful Dark Twisted Fantasy,Watch the ThroneeYeezus

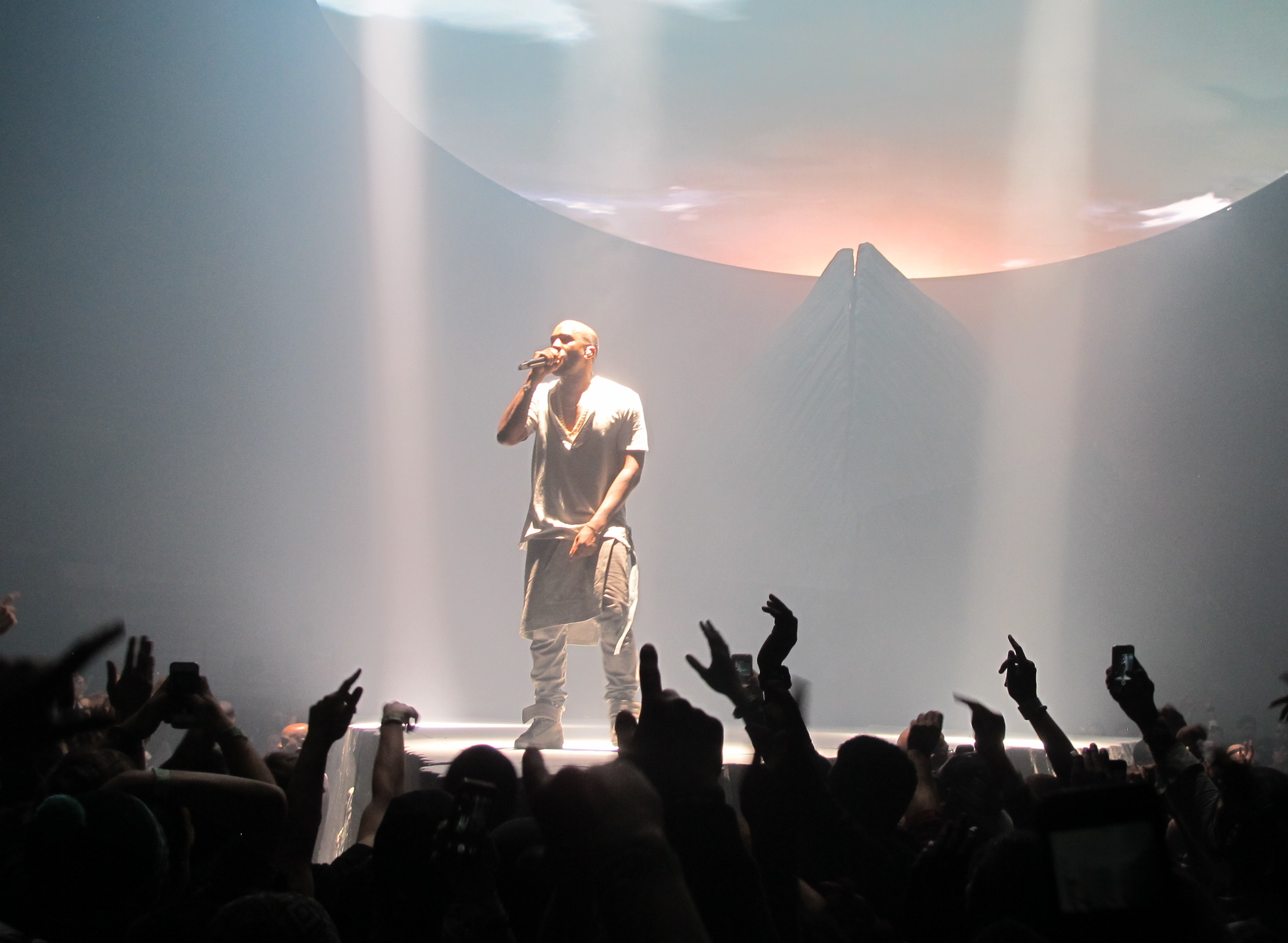
Durante il tour di Yeezus.

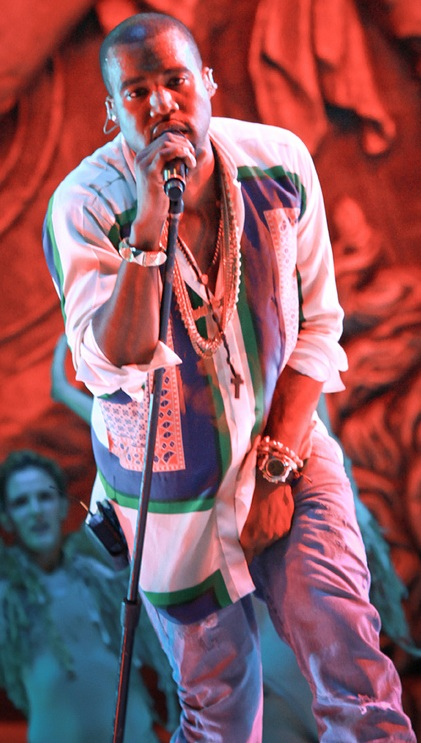
Kanye West al SWU Music & Arts Festival nel 2011

Nell'ottobre 2010 pubblica il mini-film del brano intitolato Runaway, della durata di 35 minuti, in cui appaiono lui stesso (regista e protagonista) e la supermodella Selita Ebanks. Il film è stato utilizzato per promuovere l'uscita del suo nuovo disco, My Beautiful Dark Twisted Fantasy, uscito il 22 novembre. L'album vende oltre un milione e mezzo di copie e viene acclamato dalla critica, ricevendo la valutazione massima e il titolo di miglior album del decennio da parte di Pitchfork.
Nel 2011 duetta con Katy Perry il singolo E.T. dell'album Teenage Dream.
Nel 2011 incide, con l'amico Jay-Z, l'album Watch the Throne da cui vengono estratti e pubblicati i singoli Otis, Niggas in Paris, No Church in the Wild e Lift Off. Anche quest'album riceve un ottimo consenso da parte della critica, vendendo oltre mezzo milione di copie solo la prima settimana. In seguito, per la promozione dell'album, West e Jay-Z avviano il Watch the Throne Tour, iniziato nell'ottobre 2011 e concluso nel giugno 2012. Riceve sette candidature per i Grammy Awards 2012, tenutisi a Los Angeles.
Nel giugno 2013 pubblica Yeezus, il suo sesto album, il più polarizzante, che vede un netto strappo rispetto alla produzione passata. Yeezus presenta uno stile minimalista, abrasivo ed elettronico. L'album ha comunque ricevuto ottime recensioni da parte della critica. Nel settembre dello stesso anno West annuncia l'inaugurazione del suo nuovo tour solista per promuovere Yeezus, con il collega rapper Kendrick Lamar che lo avrebbe accompagnato come artista di supporto.

### 2015–2016:The Life of Pablo

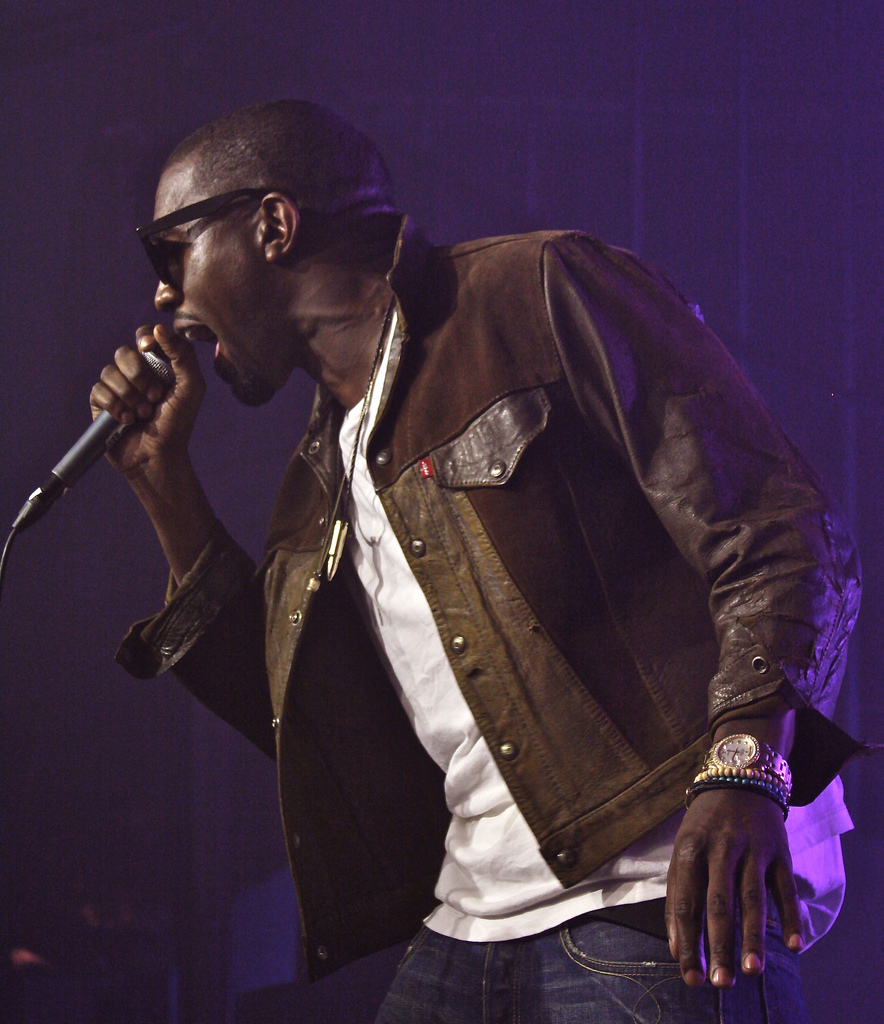
West durante un concerto.

Il 23 gennaio 2015 viene messo in commercio il nuovo singolo di Rihanna, Four Five Seconds, che vede la collaborazione di West e Paul McCartney, i quali si esibiscono sulle note del brano l'8 febbraio 2015 nell'ambito degli annuali Grammy Awards. Oltre a questa esibizione, si esibisce anche singolarmente con il brano Only One, precedentemente pubblicato il 31 dicembre 2014. Il 2 marzo 2015 è il turno del singolo All Day, che vede la partecipazione di Theophilus London, Allan Kingdom e nuovamente Paul McCartney.
Durante la cerimonia degli MTV Video Music Awards 2015, Kanye rende pubblica la propria volontà di candidarsi alle elezioni presidenziali negli Stati Uniti d'America del 2020.
Il 14 febbraio 2016 pubblica il settimo album di inediti The Life of Pablo, esclusivamente su Tidal. Questa scelta promozionale evita l'ingresso del progetto nella Billboard 200, visto che al momento dell'uscita Tidal era un servizio streaming non preso in considerazione da Billboard per il conteggio delle vendite; qualche mese dopo l'album raggiunge comunque il primo posto della classifica, diventando il primo album della storia a riuscirci senza neanche una copia fisica venduta.
L'album, a causa del mancato supporto fisico in CD o vinile, e della pubblicazione unicamente su Tidal, ha ricevuto un alto tasso di pirateria. Dopo un giorno dalla pubblicazione, infatti, era già stato piratato 500 000 volte. Si stima che West abbia perso circa 10 milioni di dollari per questa situazione. Nonostante la scelta iniziale, il rapper decide di pubblicare a giugno l'album in streaming anche su Spotify, Apple Music e Google Play, rendendolo disponibile anche attraverso download digitale unicamente sul proprio sito ufficiale.

### 2018–2019:Ye,Kids See Ghosts,Wyoming SessionseJesus is King
Dopo alcune polemiche relative a determinati messaggi pubblicati sul suo profilo Twitter favorevoli all'operato del presidente Donald Trump, il 1º giugno 2018 West pubblica il suo ottavo album in studio, Ye, composto da solo sette tracce per una durata complessiva di 23 minuti. Al disco partecipano, oltre a Nicki Minaj, anche Kid Cudi, Ty Dolla Sign e PartyNextDoor.
Ye è il secondo dei cinque progetti discografici prodotti da West a Jackson Hole, Wyoming destinati ad essere pubblicati durante l'anno, preceduto dal terzo album di Pusha T, Daytona, e precedente l'omonimo album d'esordio dei Kids See Ghosts, duo hip hop composto dallo stesso West e da Kid Cudi, pubblicato l'8 giugno e seguito il 15 giugno dall'undicesimo album del rapper Nas, intitolato Nasir e dal secondo album di Teyana Taylor, K.T.S.E. (Keep That Same Energy), messo in commercio il 22 giugno. L'11 giugno viene pubblicato il primo singolo estratto da Ye, Yikes, alla cui produzione figura anche Drake, con il quale il rapporto umano è progressivamente venuto meno, anche a causa di un dissing tra Pusha T e lo stesso artista canadese.
Il 7 settembre viene pubblicato il singolo I Love It, realizzato in collaborazione con il collega Lil Pump e utilizzato come canzone d'apertura della prima edizione dei Pornhub Awards a Los Angeles, di cui lo stesso West è stato direttore artistico. Il 9 settembre annuncia Watch the Throne 2, seguito dell'album in collaborazione con Jay-Z del 2011. Compare in seguito nell'album Dummy Boy del rapper 6ix9ine in due tracce, tra cui una con Nicki Minaj.
Il 17 settembre 2018 rivela tramite un post nei suoi profili Instagram e Twitter l'uscita del suo nono album in studio Yandhi, fissata per il 29 settembre. La copertina del disco, raffigurante un MiniDisc, quasi in correlazione con la copertina di Yeezus, faceva ipotizzare che Yandhi potesse essere il seguito di quest'ultimo, visto anche il gioco di parole presente nei due titoli. Il disco tuttavia non viene pubblicato né nella data prevista, né nella seconda data annunciata, il 23 novembre 2018. Circa un anno più tardi, il 25 ottobre 2019 West pubblica Jesus Is King, tramite le etichette Def Jam Recordings e GOOD Music. Come i precedenti sette lavori di West, anche esso ha debuttato al primo posto nella classifica Billboard 200.
Il 6 gennaio 2019 ha anche avviato il progetto Sunday Service Choir, che consiste in esibizioni, svolte ogni domenica, delle canzoni di West, attraverso una rielaborazione in chiave gospel e cristiana. Dopo la pubblicazione dell'album Jesus Is King, il rapper pubblica l'album Jesus Is Born, con il Sunday Service Choir: il disco, composto da 19 tracce, ha raggiunto la seconda posizione nella classifica Gospel Albums e la settantatreesima nella Billboard 200. Inoltre, West ha successivamente collaborato con l'artista italiana Vanessa Beecroft per la realizzazione delle due opere teatrali Nebuchadnezzar e Mary, andate in scena nel dicembre dello stesso anno.

### 2020–2022:DondaeDonda 2
Il 30 giugno 2020 West ha pubblicato il singolo Wash Us in the Blood, in collaborazione con Travis Scott; il brano, pur riprendendo lo stile dell'album Yeezus, rimane tematicamente coerente con la svolta religiosa dell'artista. Contestualmente, viene annunciata per la prima volta la realizzazione del decimo album in studio del rapper, originariamente intitolato God's Country e successivamente ribattezzato Donda in onore della defunta madre di West. Il rapper ne aveva rivelato la copertina ufficiale e fissato il 24 luglio 2020 come data di pubblicazione originaria, salvo poi accantonare l'idea.

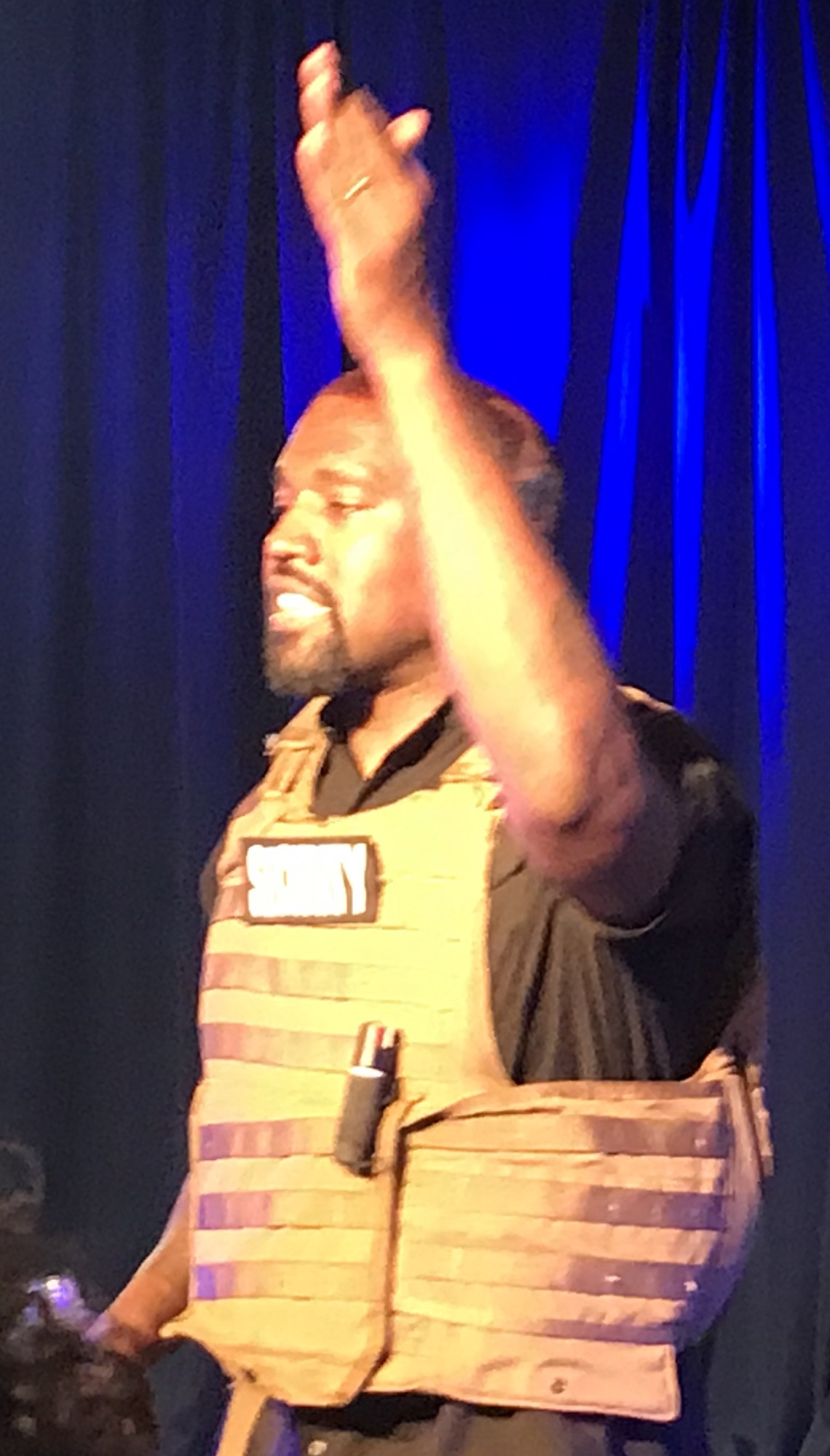
Kanye West a North Charleston nel 2020

La pubblicazione di Donda viene rimandata all'agosto 2021. Il 20 luglio, durante la gara sei delle NBA Finals 2021, viene trasmesso uno spot pubblicitario di Beats by Dr. Dre con protagonista la velocista statunitense Sha'Carri Richardson e colonna sonora la traccia inedita No Child Left Behind contenuta nell'album Donda, di cui viene rivelata come data di pubblicazione il 23 luglio successivo. Il giorno prima, il disco viene presentato in anteprima per l'ascolto presso il Mercedes-Benz Stadium di Atlanta e trasmesso in diretta streaming livello globale da Apple Music. Il giorno successivo, a discapito della data prefissata, l'album non viene pubblicato e una seconda sessione di ascolto, sempre al Mercedes-Benz Stadium di Atlanta, è stata tenuta il 5 agosto seguente.
Il 29 agosto Donda viene pubblicato sui servizi di musica digitale e in streaming. L'album contiene collaborazioni con numerosi artisti, tra i quali Jay-Z, The Weeknd, Fivio Foreign, Playboi Carti, Lil Baby, il sopracitato Travis Scott, Kid Cudi, Lil Durk, DaBaby, Marilyn Manson, Don Toliver e Lil Yachty. A sedici ore dalla sua pubblicazione, l'album ha accumulato novantacinque milioni di riproduzioni complessive su Spotify: si tratta del terzo debutto giornaliero più alto mai registrato sulla piattaforma, dietro solo agli album Certified Lover Boy (2021) e Scorpion (2018) di Drake. Inoltre, ventitré delle ventisette tracce contenute in Donda esordiscono all'interno della classifica relativa ai cinquanta brani più riprodotti nell'arco di ventiquattro ore stilata dalla medesima piattaforma. L'album ha debuttato al vertice delle classifiche di diciannove Paesi, inclusi gli Stati Uniti. In patria West ha collezionato il decimo album numero uno nella Billboard 200, eguagliando in tal modo il primato precedente stabilito da Eminem.
Il 27 gennaio 2022 Kanye West annuncia la realizzazione di Donda 2. Il progetto è stato pubblicato il 23 febbraio, in esclusiva sul servizio Stem Player, un lettore musicale portatile venduto al prezzo di 200 dollari che offriva un'esperienza musicale interattiva e personalizzata, e vede la produzione esecutiva del rapper Future. Successivamente, nel 2025, Kanye West ha rilasciato una versione aggiornata e più rifinita dell'album Donda 2.

### 2022–presente: controversie, ¥$,BullyeIN A PERFECT WORLD
In seguito all'uscita di Donda 2, West è apparso nell'album di Future I Never Liked You nel brano Keep It Burnin e nei singoli Daylight del rapper Vory, Hot Shit di Cardi B e Lil Durk e Burn Everything di Sean Leon, oltre ad essere presente in diversi brani dell'album di Pusha T It's Almost Dry e nell'album di DJ Khaled God Did.
Dopo diverse controversie che lo hanno allontanato dal pubblico, ad agosto 2023 West si è esibito al concerto di Travis Scott al Circo Massimo di Roma, salendo sul palco insieme a quest'ultimo. Durante settembre 2023 è stato piratato e diffuso su Internet l'album di West insieme a Dr. Dre intitolato Jesus Is Lord o Jesus Is King II.
Il 22 novembre West e Ty Dolla Sign hanno annunciato che un loro album sarebbe stato pubblicato il 15 dicembre con il titolo Vultures e Ty Dolla Sign ne ha rivelato la tracklist. I due hanno fatto ascoltare in anteprima l'album durante diversi eventi detti Vultures Rave. Il 15 dicembre però l'album non è stato pubblicato ed è stato in seguito spostato diverse volte. Il 23 gennaio West ha annunciato attraverso un post su Instagram che l'album sarebbe stato composto da tre volumi, pubblicati rispettivamente il 9 febbraio, l'8 marzo e il 5 aprile, e l'8 febbraio hanno pubblicato il secondo singolo estratto dall'album Talking/Once Again, in collaborazione con North West, figlia di Kanye.
Il 10 febbraio i due hanno reso disponibile il primo volume, intitolato Vultures 1, che ha debuttato alla prima posizione della Billboard 200 e vi è rimasto anche durante la settimana successiva, diventando il primo album di West a trascorrere diverse settimane al numero uno dall'album collaborativo con Jay-Z del 2011 Watch the Throne. Nella terza settimana invece è stato il singolo Carnival, estratto dal disco e in collaborazione con Rich the Kid e Playboi Carti, a raggiungere la vetta della Billboard Hot 100, diventando il quarto brano di West a raggiungere tale traguardo, che gli mancava dal 2011.
L'8 marzo tuttavia il duo non ha pubblicato Vultures 2 e il giorno seguente ha annunciato attraverso dei post sui profili social la copertina del progetto, comunicando ai fan che sarebbe stato pubblicato a breve. Inoltre, West e Ty Dolla Sign hanno annunciato che l'album non sarebbe stato rilasciato sulle piattaforme di streaming, bensì sarebbe stato reso disponibile in formati fisici (CD e vinile) e di acquisto digitale esclusivamente sul sito di West al fine di boicottare le piattaforme di streaming.
Il 21 aprile 2024 è trapelato in rete un remix del brano Like That di Future, Metro Boomin e Kendrick Lamar, nella cui versione originale Lamar aveva dissato Drake e J. Cole, contenente la partecipazione di West e Ty Dolla Sign e nel quale anche West si è unito alla faida, dissando chiaramente i due rapper. La veridicità del brano è stata confermata da West stesso poche ore dopo, quando quest'ultimo è apparso sul podcast di Justin Laboy The Download e ha fatto ascoltare in anteprima la sua strofa; il brano è stato pubblicato il giorno dopo esclusivamente sul canale YouTube e sul suo sito Yeezy.com. Nell'intervista inoltre West ha annunciato che Vultures 2 sarebbe uscito il 3 maggio, cosa che poi avvenne tre mesi successivi, il 3 agosto.
Il 2 agosto, West ha pubblicato il singolo Slide come primo estratto da Vultures 2, pubblicato a sorpresa il giorno seguente. Nei giorni successivi sono state pubblicate cinque versioni deluxe disponibili solo attraverso l'acquisto sul sito Yeezy.com al prezzo di cinque dollari. L'album ha debuttato alla seconda posizione della Billboard 200, ma ha ricevuto recensioni negative e pesanti critiche dai giornalisti e dai fan anche a causa di evidenti problemi di mixaggio e strofe registrate attraverso l'intelligenza artificiale.
Il 28 settembre, durante un'esibizione a Haikou, in Cina, West ha annunciato l'imminente uscita del suo undicesimo album da solista, intitolato Bully, facendo ascoltare in anteprima la traccia Beauty and the Beast. Successivamente è stato confermato che West stava lavorando al progetto a Tokyo e ad ottobre West ha rivelato la copertina dell'album sui suoi profili social.
Il 26 marzo 2025 ha pubblicato il singolo WW3, il 23 aprile Cousins, tracce controverse per le diverse tematiche affrontate. Il 29 aprile 2025 viene pubblicato su Spotify il suo album Donda 2, tramite il suo account secondario DONDA. L'8 maggio 2025, pubblica Heil HItler, che verrà presto rimossa da tutte le piattaforme streaming a causa del testo controverso. Il 21 maggio pubblica il brano Alive con Youngboy Never Broke Again, che ha tuttavia riacceso la faida col rapper Playboi Carti (iniziata col rilascio dell'album Music) poiché pare che la traccia appartenesse in realtà a quest'ultimo (di fatto, utilizza un sample della sua canzone Crank). Il giorno successivo, West dichiara su X di essersi pentito di quanto dichiarato nei mesi precedenti, affermando di aver chiuso con l'antisemitismo e di voler tornare ad amare tutti, dopo aver ricevuto una videochiamata da parte dei suoi figli. Poco dopo, THE HEIL SYMPHONY (Instrumental di Heil Hitler) e WW3 sono state rimosse da Spotify, per poi essere sostituite con delle versioni dalla copertina e dal testo censurati, proprio per andare a simboleggiare la chiusura con ogni tipo di connessione verso l'odio o l'ideologia nazista. In questa nuova versione, The Heil Symphony ha subito un cambio di nome in Hit Symphony. Il 1º giugno 2025 pubblica Hallelujah, una versione cristiana di Heil Hitler. Il 6 giugno dello stesso anno, Donda 2 viene reso disponibile in streaming pure sui suoi account Kanye West e Ye. 
Il 20 giugno pubblica sulle piattaforme streaming Preacher Man, Beauty And The Beast e Damn come primi estratti di Bully. Il 22 giugno annuncia su X IN A PERFECT WORLD, seguito di Bully, nonché evoluzione del controverso e ormai scartato Cuck (precedentemente conosciuto come WW3). Il 4 luglio rilascia Last Breath e Losing Your Mind come ulteriori estratti di Bully, la cui data di uscita era prevista per il 25 luglio 2025, fin quando il 18 luglio non viene rimandata al 26 settembre, data di uscita attualmente prevista. 

## Stile e influenze
Kanye West è sempre stato definito come un artista molto versatile e innovativo e la sua musica è spesso stata etichettata come progressiva e sperimentale, unendo hip-hop e pop. All'inizio della sua carriera è stato uno dei pionieri del chipmunk soul, un genere di produzione hip hop che consisteva nel campionamento di brani soul e R&B degli anni '70 e '80 che venivano velocizzati a creare un effetto stridulo. Nel suo terzo album Graduation, invece, West ha incorporato elementi di euro disco, electronica, hard rock, lounge, progressive rock, synth pop, electro, krautrock, dub, reggae e dancehall e ha adottato una tecnica di canto più melodica e vicina al pop rispetto al rapping dei progetti precedenti. Nell'album seguente, 808s & Heartbreak, West ha deciso di cambiare nuovamente stile, ricorrendo in grandissima parte delle tracce all'utilizzo dell'Auto-Tune e creando un album elettropop. In My Beautiful Dark Twisted Fantasy West è stato influenzato da progressive rock, pop barocco e hip hop "old-school" per la creazione di un album etichettato come art pop e rap opera e, come Watch the Throne, è stato definito "un album di rap lussuoso e sofisticato". Yeezus è stato definito come un album hip hop sperimentale con elementi di industrial rap, rap rock, acid house, trap e drill. Negli album seguenti West ha virato verso la musica cristiana, inizialmente con The Life of Pablo e poi ufficialmente con Jesus Is King e Donda, definiti come album gospel e Christian hip hop, mentre Kids See Ghosts è un album di musica psichedelica.
Tra le sue ispirazioni ha citato Nas, il Wu-Tang Clan, The Notorious B.I.G. e A Tribe Called Quest.

## Vita privata

### Relazioni e salute
Il 10 novembre 2007 la madre di West, Donda, è morta in seguito a una complicazione durante un intervento di chirurgia plastica. La perdita ha segnato nel profondo l'artista, da sempre molto legato alla madre, e le tristi melodie dell'album 808s & Heartbreak sono ispirate alla sua scomparsa, così come gli album intitolati Donda e Donda 2.

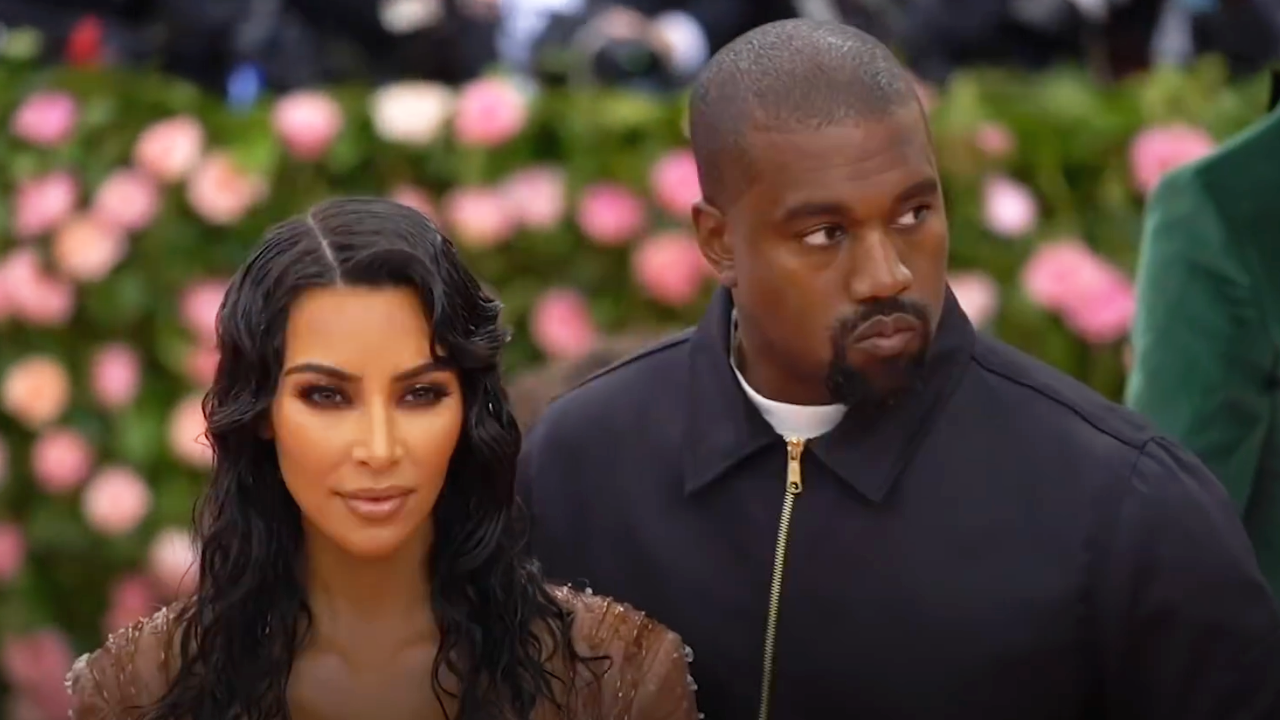
Kanye West e Kim Kardashian al Met Gala 2019

Dal 2008 al 2010 è stato legato alla modella Amber Rose. Dopo due anni di relazione, il 24 maggio 2014 ha sposato a Firenze l'imprenditrice e personalità televisiva Kim Kardashian, con cui ha quattro figli: North, nata il 15 giugno 2013; Saint, nato il 5 dicembre 2015; Chicago e Psalm, entrambi avuti tramite madre surrogata e nati rispettivamente il 15 gennaio 2018 e il 10 maggio 2019.
Nel 2010 West ha sostituito l'arcata inferiore dei suoi denti con impianti dentali interamente decorati con diamanti. Ne ha parlato la prima volta a Ellen DeGeneres in un'intervista, tra l'altro pubblicata su YouTube, per il sito statunitense CelebTV.com.
Nell'aprile 2015, la primogenita North è stata battezzata presso la cattedrale di San Giacomo a Gerusalemme secondo il rito della chiesa apostolica armena. Il 7 ottobre 2019 anche Kim e gli altri tre figli hanno ricevuto il sacramento, celebrato nella cattedrale di Echmiadzin in Armenia. Nel corso dei primi mesi del 2021 Kim Kardashian ha presentato istanza di divorzio da West, citando come causa differenze inconciliabili; entrambi hanno acconsentito alla custodia congiunta dei figli.
Nel novembre 2016 viene ricoverato in ospedale per problemi psichiatrici, dovuti probabilmente a disidratazione e privazione del sonno. Il ricovero in ospedale, che ha portato alla cancellazione delle restanti ventuno date nordamericane del suo The Saint Pablo Tour, si è protratto fino al successivo 30 novembre. In un'intervista avvenuta nel 2018, West ha confermato di essere stato dipendente agli oppioidi che gli erano stati prescritti dopo essersi sottoposto a un intervento di liposuzione. La dipendenza è stata descritta come la causa del sopraccitato crollo nervoso subito nel 2016.
Kanye, che ha spesso contemplato il suicidio, ha inoltre rivelato di essere affetto da disturbo bipolare.
Il 14 agosto 2021 Kanye ha fatto richiesta di poter cambiare il proprio nome legale in Ye, senza secondo nome e senza cognome. La richiesta è stata accolta il 18 ottobre 2021. Nel gennaio 2023 Ye si è unito in un matrimonio privato all'architetta australiana Bianca Censori, designer di Yeezy, anche se legalmente risulta che i due non siano sposati.
Successivamente Kanye ha rivelato di essere autistico, e non bipolare facendo una più accurata diagnosi.

### Religione
West ha sempre espresso una forte religiosità, sia in eventi pubblici che nei suoi testi, definendo sé stesso in più occasioni come un cristiano. Nonostante un rapporto talvolta conflittuale con il cristianesimo, West ha formato un coro di musica gospel cristiana, il Sunday Service Choir (con il quale ha pubblicato nel 2019 l'album Jesus Is Born) ed ha anche registrato un album in studio solista interamente dedicato alla sua fede, Jesus Is King (2019). La sua fede influenza anche le sue opinioni sociali e politiche, in particolare sull'aborto, al quale si oppone.

## Attività politica

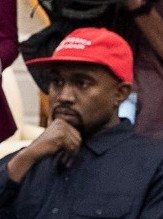
West indossa un cappello con la scritta Make America Great Again nel 2018.

Il 5 settembre 2015, agli MTV Video Music Awards 2015, West ha annunciato che si sarebbe candidato come presidente degli Stati Uniti d'America nel 2020, da questo evento nasce il motto "Kanye for president". Il 24 settembre successivo, intervistato da Vanity Fair ha confermato la notizia e nel mese di dicembre ha menzionato il fatto nella canzone Facts. Ha espresso più volte il suo sostegno nei confronti di Donald Trump: questa sua scelta ha scatenato diverse reazioni negative, soprattutto da parte della comunità afroamericana. West ha risposto alle critiche affermando che «votare in base al proprio colore della pelle è schiavitù mentale». Il 13 dicembre 2016 ha incontrato per la prima volta Trump.
Nel maggio 2018 ha annunciato che si sarebbe ispirato alla campagna di Trump unita ai principi del rivale democratico Bernie Sanders. Nel mese di novembre del 2019, un numeroso gruppo di presenti è scoppiato a ridere quando il cantante ha annunciato di essere intenzionato a candidarsi come presidente nel 2024.

Logo della campagna presidenziale di West

Il 5 luglio 2020 ha ufficialmente annunciato la sua candidatura alle presidenziali americane, sostenuto dal miliardario Elon Musk (che ha sostenuto anche il democratico Andrew Yang) e dalla moglie Kim Kardashian. La campagna di West ha sostenuto la creazione di una cultura della vita, sostenendo la tutela ambientale, sostenendo le arti, rafforzando le organizzazioni basate sulla fede, ripristinando la preghiera scolastica e fornendo una forte difesa nazionale. Sostenitore di un'etica di vita coerente (un principio del cristianesimo democratico), West si è opposto all'aborto e alla pena capitale.
West si è qualificato per l'accesso al voto in dodici Stati. West inoltre è apparso nelle schede della California, come candidato vicepresidente per Rocky De La Fuente, con il Partito Indipendente Americano, cosa a cui nessuno dei due aveva acconsentito.
West ha sospeso la sua campagna il 4 novembre 2020, la mattina dopo il giorno delle elezioni, dopo aver ricevuto circa 60 000 voti (0,1%) nei dodici Stati in cui aveva accesso al voto, arrivando quinto a livello nazionale. West aveva espresso interesse a candidarsi di nuovo nel 2024 lo stesso giorno, nonostante si sia poi ufficialmente ritirato dalla possibile nuova candidatura il 20 ottobre 2023.
Il 20 novembre del 2020 Kanye ha ufficializzato la sua candidatura per le elezioni presidenziali del 2024, affermando di star collaborando con gli attivisti di estrema destra Nick Fuentes e Milo Yiannopoulos per la sua campagna elettorale. Già dall'ufficializzazione della sua candidatura Kanye West ha causato numerose controversie in merito dopo essersi autodefinito come nazista, dichiarando di "amare" Adolf Hitler e negare la veridicità storica dell'Olocausto nel corso di un'intervista con il cospirazionista di estrema destra Alex Jones. Nel corso dell'intervista West affermò "Amo le persone ebree, ma amo anche i nazisti". Poco dopo l'intervista West postò sui suoi social una svastica all'interno di una stella di David portando alla sua seconda sospensione dalla piattaforma Twitter, prima di venir riabilitato nel luglio del 2023. Il 5 dicembre 2022 l'attivista di estrema destra e fondatore dei Proud Boys Gavi McInnes intervistò Kanye West insieme all'attivista Nick Fuentes al suo podcast in cui West affermò che la reputazione negativa di Hitler sarebbe stata costruita "dagli ebrei" e affermò che la società dovrebbe venir ricostruita interamente sulla base di un governo cristiano, aggiungendo: "Se non credi in Gesù Cristo, sei nel torto".

### Posizioni politiche
L'artista ha espresso posizioni antisemite, di negazionismo dell'Olocausto e di apprezzamento nei confronti di Adolf Hitler, e lui stesso ha dichiarato di essere un nazista. È contrario all'aborto legalizzato, purché non si tratti di una scelta presa a seguito di una violenza sessuale. Si è detto favorevole al possesso e all'uso di armi, purché legalmente riconosciute. Sostiene di essere stato vittima di eterofobia. Ha inoltre sostenuto l'attore Bill Cosby, accusato di molestie sessuali e riconosciuto successivamente come colpevole. Ha sostenuto che l'AIDS fosse un problema dell'Africa e non dell'intero pianeta. Ha inoltre contestato la ricerca di vie di mezzo, sostenendo invece la necessità di adottare posizioni estremiste radicali, ritenendo che tutto sia valutabile come una A+ o come una F-, senza vie di mezzo.
È stato accusato di misoginia per il contenuto di alcune sue canzoni che dipingerebbero le donne come oggetti. Ha inoltre sostenuto che la schiavitù degli afro-americani sia durata circa quattro secoli per scelta degli afro-americani stessi. A dicembre 2023 è stato pesantemente criticato a causa di diversi commenti e riferimenti nazisti e antisemiti durante la promozione per il suo album Vultures 1 e per avere indossato un cappuccio nero estremamente simile a quello indossato dai membri del Ku Klux Klan durante l'evento di ascolto in anteprima dell'album. Il 26 dicembre 2023 si è scusato con la comunità ebraica per i precedenti commenti antisemiti con un post su Instagram in lingua ebraica.
Tuttavia il 7 febbraio 2025 su X ritorna a idolatrare Hitler, a scrivere frasi di odio nei confronti della comunità Ebraica e soprattutto a condannare la propaganda Woke e il femminismo.

## Discografia

### Da solista

#### Album in studio
- 2004 – The College Dropout
- 2005 – Late Registration
- 2007 – Graduation
- 2008 – 808s & Heartbreak
- 2010 – My Beautiful Dark Twisted Fantasy
- 2011 – Watch the Throne (con Jay-Z)
- 2013 – Yeezus
- 2016 – The Life of Pablo
- 2018 – Ye
- 2019 – Jesus Is King
- 2021 – Donda
- 2022 – Donda 2

#### Album dal vivo
- 2006 – Late Orchestration
- 2010 – VH1 Storytellers

#### Album video
- 2005 – The College Dropout Video Anthology
- 2025 – Bully

### ComeKids See Ghosts
- 2018 – Kids See Ghosts

### Come¥$
- 2024 – Vultures 1
- 2024 – Vultures 2

## Filmografia

### Cinema
- Fade to Black, regia di Jay-Z (2004)
- Block Party, regia di Michel Gondry (2005)
- State Property 2, regia di Damon Dash (2005)
- Love Guru, regia di Marco Schnabel (2008)
- We Were Once a Fairytale, regia di Spike Jonze (2009)
- Runaway, regia di Kanye West (2010)
- Cruel Summer, regia di Kanye West (2012)
- Anchorman 2 - Fotti la notizia (Anchorman 2: The Legend Continues), regia di Adam McKay (2013; cameo non accreditato)
- Zoolander 2, regia di Ben Stiller (2016)
- Jesus Is King, regia di Nick Knight (2019)

### Televisione
- Entourage – serie TV, episodio 4x11 (2007)
- The Cleveland Show – serie animata, 5 episodi (2010-2012)
- Bad 25 - documentario di Michael Jackson (2012)
- Al passo con i Kardashian – reality show (2007-2021)
- I Am Cait – documentario, episodio 1x01 (2015)
- The Kardashians – reality show (2022-presente)
- Jeen-Yuhs – documentario (2022)

## Doppiatori italiani
Nelle versioni in italiano dei suoi lavori, Kanye West è stato doppiato da:
- Leonardo Graziano in Anchorman 2 - Fotti la notizia, The Kardashians

Da doppiatore è sostituito da:
- Alessio De Filippis in The Cleveland Show

## Riconoscimenti
- Grammy Award[17]
  - 2005 – Miglior canzone R&B per You Don't Know My Name
  - 2005 – Miglior album rap per The College Dropout[36]
  - 2005 – Miglior canzone rap per Jesus Walks
  - 2005 – Candidatura come canzone dell'anno per Jesus Walks
  - 2005 – Candidatura come miglior artista esordiente
  - 2005 – Candidatura come album dell'anno per The College Dropout
  - 2005 – Candidatura come album dell'anno per The Diary of Alicia Keys
  - 2005 – Candidatura come miglior interpretazione rap solista per Through the Wire
  - 2005 – Candidatura come miglior collaborazione con un artista rap per All Falls Down
  - 2005 – Candidatura come miglior collaborazione con un artista rap per Slow Jamz
  - 2006 – Miglior canzone rap per Diamonds from Sierra Leone
  - 2006 – Miglior album rap per Late Registration
  - 2006 – Miglior interpretazione rap solista per Gold Digger
  - 2006 – Candidatura come miglior collaborazione con un artista rap per They Say (con Common & John Legend)
  - 2006 – Candidatura come registrazione dell'anno per Gold Digger
  - 2006 – Candidatura come album dell'anno per Late Registration
  - 2006 – Candidatura come album dell'anno per The Emancipation of Mimi (produttore)
  - 2008 – Miglior album rap per Graduation
  - 2008 – Miglior canzone rap per Good Life
  - 2008 – Miglior interpretazione rap solista per Stronger
  - 2008 – Miglior interpretazione rap di un duo o un gruppo per Southside (con Common)
  - 2008 – Candidatura come album dell'anno per Graduation
  - 2008 – Candidatura come miglior interpretazione rap di un duo o un gruppo per Better Than I've Ever Been (con Nas, Rakim & KRS-One)
  - 2008 – Candidatura come miglior canzone rap per Can't Tell Me Nothing
  - 2008 – Candidatura come miglior collaborazione con un artista rap per Good Life (ft. T-Pain)
  - 2009 – Miglior collaborazione con un artista rap per American Boy (con Estelle)
  - 2009 – Miglior interpretazione rap di un duo o un gruppo per Swagga like Us (con T.I., Jay-Z & Lil Wayne)
  - 2009 – Candidatura come canzone dell'anno per American Boy (con Estelle)
  - 2009 – Candidatura come album dell'anno per Tha Carter III (produttore)
  - 2009 – Candidatura come miglior canzone rap dell'anno per Swagga like Us (con T.I., Jay-Z & Lil Wayne)
  - 2009 – Candidatura come miglior interpretazione rap di un duo o un gruppo per Put On (con Young Jeezy)
  - 2010 – Miglior canzone rap per Run This Town (con Jay-Z & Rihanna)
  - 2010 – Miglior collaborazione con un artista rap per Run This Town (con Jay-Z & Rihanna)[222]
  - 2010 – Candidatura come miglior collaborazione con un artista rap per Knock You Down (con Keri Hilson & Ne-Yo)
  - 2010 – Candidatura come miglior collaborazione con un artista rap per Ego (con Beyoncé)
  - 2010 – Candidatura come miglior interpretazione rap di un duo o un gruppo per Make Her Say (con Kid Cudi & Common)
  - 2010 – Candidatura come miglior interpretazione rap di un duo o un gruppo per Amazing (ft. Young Jeezy)
  - 2011 – Candidatura come miglior interpretazione rap solista per Power
  - 2012 – Miglior album rap per My Beautiful Dark Twisted Fantasy
  - 2012 – Miglior canzone rap per All of the Lights (ft. Rihanna, Kid Cudi & Fergie)
  - 2012 – Miglior collaborazione con un artista rap per All of the Lights (ft. Rihanna, Kid Cudi & Fergie)
  - 2012 – Miglior interpretazione rap per Otis (con Jay-Z)
  - 2012 – Candidatura come miglior album rap per Watch the Throne (con Jay-Z)
  - 2012 – Candidatura come canzone dell'anno per All of the Lights (ft. Rihanna, Kid Cudi & Fergie)
  - 2012 – Candidatura come miglior canzone rap per Otis (con Jay-Z)
  - 2013 – Miglior interpretazione rap per Niggas in Paris (con Jay-Z)
  - 2013 – Miglior canzone rap per Niggas in Paris (con Jay-Z)
  - 2013 – Miglior collaborazione con un artista rap per No Church in the Wild (con Jay-Z, Frank Ocean & The-Dream)[223]
  - 2013 – Candidatura come miglior canzone rap per Mercy (ft. Big Sean, Pusha T & 2 Chainz)
  - 2013 – Candidatura come miglior interpretazione rap per Mercy (ft. Big Sean, Pusha T & 2 Chainz)
  - 2013 – Candidatura come miglior video musicale – corto per No Church in the Wild (con Jay-Z, Frank Ocean & The-Dream)
  - 2014 – Candidatura come miglior canzone rap per New Slaves
  - 2014 – Candidatura come miglior album rap per Yeezus
  - 2015 – Candidatura come miglior collaborazione con un artista rap per Bound 2 (ft. Charlie Wilson)
  - 2015 – Candidatura come miglior canzone rap per Bound 2 (ft. Charlie Wilson)
  - 2016 – Candidatura come miglior canzone rap per All Day (ft. Theophilus London, Allan Kingdom, & Paul McCartney)
  - 2016 – Candidatura come miglior interpretazione rap per All Day (ft. Theophilus London, Allan Kingdom, & Paul McCartney)
  - 2016 – Candidatura come miglior collaborazione con un artista rap per One Man Can Change the World (con Big Sean & John Legend)
  - 2016 – Candidatura come album dell'anno per Beauty Behind the Madness (produttore)
  - 2017 – Candidatura come album dell'anno per Views (produttore)
  - 2017 – Candidatura come miglior interpretazione rap per That Part (con Schoolboy Q)
  - 2017 – Candidatura come miglior interpretazione rap per Pop Style (con Drake & Jay-Z)
  - 2017 – Candidatura come miglior canzone rap per Famous (ft. Rihanna)
  - 2017 – Candidatura come miglior collaborazione con un artista rap per Famous (ft. Rihanna)
  - 2017 – Candidatura come miglior collaborazione con un artista rap per Ultralight Beam (ft. Chance the Rapper, Kirk Franklin, Kelly Price & The-Dream)
  - 2017 – Candidatura come miglior canzone rap per Ultralight Beam (ft. Chance the Rapper, Kirk Franklin, Kelly Price & The-Dream)
  - 2017 – Candidatura come miglior album rap per The Life of Pablo
  - 2019 – Candidatura come produttore dell'anno, non classico
  - 2021 – Miglior album di musica contemporanea cristiana per Jesus Is King[224]
- MTV Video Music Awards
  - 2015 – Michael Jackson Video Vanguard Award[225]